# Летучая-Анашенкова, Елена Александровна
Еле́на Алекса́ндровна Летучая-Анашенкова (род. 5 декабря 1978, Ярославль, РСФСР, СССР) — российский тележурналист, телеведущая и телепродюсер. Художественный руководитель Высшей школы телевидения «Останкино». Популярность приобрела благодаря участию в телепроекте «Ревизорро».
С февраля 2014 по март 2016 и с октября того же по май 2017 года — ведущая и продюсер программы «Ревизорро», а также ведущая программы «Школа Ревизорро» (2017). В 2015/16 открыла интернет-магазин «Летучий магазин». Является автором документальных фильмов для телеканалов «ТВ3», «СТС» и «Пятница!». Автор и ведущая программ «ART Life» и «Территория мужчин» на канале «Global Star TV». Окончила Школу теле- и радиовещания «МИТРО», где в настоящее время возглавляет «Мастерскую Елены Летучей» факультета журналистики МИТРО.
До 2017 года — продюсер телеканала «Пятница!», где в её ведении находились все проекты семейства «Ревизорро», включая «Ревизорро-шоу».
С ноября по декабрь 2017 года — ведущая авторской программы «Летучий отряд» на «Первом канале» о проверках в социальных учреждениях — школах и больницах, а также о борьбе с несправедливостью, непрофессионализмом и обманом. Осенью 2018 года на «Первом канале» вышли два авторских документальных фильма «Елена Летучая. Без мусора в голове».
С октября 2018 года официально становится лицом «СТС» и объявляет о старте съёмок двух проектов для телеканала. С 6 ноября 2018 года выходит новое шоу Елены Летучей в интернете «Летучий надзор. Без цензуры». 5 марта 2019 года вышел второй сезон авторского проекта Елены Летучей.
С декабря 2019 года является амбассадором фонда «Подари жизнь». В ноябре 2020 года стала наставником всероссийского конкурса-проекта «ТопБЛОГ» АНО «Россия — страна возможностей».
Весной 2025 года на телеканале «Пятница» анонсирован новый сезон программы «Ревизорро» с участием ведущей.

## Биография

### Ранние годы
Родилась 5 декабря 1978 года в Ярославле в семье инженеров-строителей Александра Николаевича и Людмилы Александровны Летучих. В 1986 году вместе с родителями, командированными на строительство Байкало-Амурской магистрали, переехала в Тынду. Во время учёбы в школе, которую окончила в 1997 году, занималась танцами и фигурным катанием, а также училась рисованию в художественной школе.
В 1999 году Елена Летучая окончила Благовещенский финансово-экономический колледж по специальности «Финансы предприятий», после чего 4 года работала финансистом в ОАО «Газпром Газэнергосеть» и 5 лет в Дирекции по обслуживанию пассажиров Северной железной дороги ОАО «РЖД». В 2005 году окончила Российский государственный открытый технический университет путей сообщения по специальности «Экономика» и стала работать финансистом в корпорации. Ей не нравилась её профессия, поэтому работу финансистом Летучая бросила.

### Карьера на телевидении
В 2008 году поступила в Школу телевидения «Останкино» по специальности «телерадиоведущая», а в 2010 году окончила её, выполнив свой первый видеосюжет, посвящённый донорам крови. Параллельно работала редактором в ВГТРК, и проходила обучение и подготовку к прямым эфирам телеведущей новостей экономики на телеканале. Одновременно снимала сюжеты для телеканала «Столица».
С 2009 по 2010 годы работала на телеканале «Global Star TV», стала автором программ «ART life» и «Территория мужчин».
В 2011 году стала редактором Студии специальных проектов «Первого канала», которая выпускает ток-шоу «Пусть говорят», «Сегодня вечером». В следующем году, с сентября по декабрь, была продюсером «Онион Хэдс», занималась производством телепрограмм для MTV.
С декабря 2012 по май 2013 год являлась продюсером «Reiting TV», занималась производством документальных фильмов для телеканала «Пятница!», а также проекта «Смешные люди». В этом же году, с июля по август, работала продюсером на телеканале ТВ3, участвовала в производстве документальных фильмов «Громкие дела».
В июль-сентябре 2013 года работала в компании «Yellow, Black and White» продюсером документальных фильмов о сериале «Кухня» и о фильме «Кухня в Париже». Также была продюсером шоу «Каникулы в Мексике».
С февраля 2014 по март 2016 года — ведущая программы «Ревизорро» на телеканале «Пятница!».
Также являлась продюсером документального фильма о сериале «Корабль».
26 января 2016 года возглавила «Мастерскую Елены Летучей» факультета журналистики Московского института телевидения и радиовещания «Останкино» (МИТРО).
В феврале 2016 года стала соведущей программы «Ревизорро-шоу», а в апреле — ведущая шоу «Стройняшки» на телеканале «Пятница!». В этом же году, в октябре сообщила о своём возвращении в программу «Ревизорро». Новый сезон был посвящён проверкам заведений Москвы. премьера состоялась 7 ноября 2016 года.
28 июня 2016 получила две награды ТЭФИ за программу «Ревизорро» в номинации «Журналистское расследование» и программу «Ревизорро-Шоу» в номинации «Вечернее ток-шоу».
С июня по июль 2016 была ведущей проекта «Летучая связь». Задача Елены — проверять мобильную связь в разных местах.
В сентябре 2016 года стала приглашённым звёздным редактором журнала Hello!.
28 ноября 2016 года открыла собственный интернет-магазин по многочисленным просьбам своих поклонников под названием «Летучий магазин» в честь возвращения в проект «Ревизорро» в качестве ведущей.
С марта 2017 года — продюсер проекта для детей и их умных родителей «Лексикон». Проект служит цели сохранения русского культурного наследия и психологического здоровья детей, благодаря своей направленности на развитие родной речи и умение её применять. Проект выпускает книги, аудиокниги, аудиоспектакли, мультипликационные фильмы, мобильные игры, волшебные коробки, различную образовательно-игровую продукцию, а также занимается проведением мероприятий для детей. В ноябре этого же года, в рамках проекта «Лексикон» Елена Летучая запустила флешмоб #ЛексиконВсемуГолова за чистый русский язык, целью которого стало избавление от использования слов-паразитов. Во флешмобе приняли участие многие российские знаменитости, в частности, Полина Гагарина, Сергей Лазарев, Регина Тодоренко, Марина Федункив, Тимур Родригез и многие другие.
В мае 2017 года была ведущей проекта «Школа Ревизорро» телеканала «Пятница!», премьера которого состоялась 7 июня.
В июле 2017 года вошла в состав наблюдательного совета Роскачества от Министерства промышленности и торговли РФ.
С сентября 2017 года была ведущей российской адаптации шоу «Адская кухня» вместе с Константином Ивлевым, но позже покинула шоу. Её заменил Артем Королёв.
19 октября 2017 года была ведущей церемония вручения Народной премии E1.ru, которая проходила в Ельцин-центре, в Екатеринбурге.
30 октября 2017 года расторгла договор с телеканалом «Пятница!» и приняла предложение «Первого канала», где с ноября по декабрь 2017 года вела авторскую программу «Летучий отряд» о проверках в социальных учреждениях — школах и больницах.
25 января 2018 года «Российская газета» со ссылкой на Первый канал сообщила о том, что шоу «Летучий отряд» приостановлено. В этот же день Летучая подтвердила данную информацию.
В начале октября 2018 года на Первом канале вышли два авторских документальных фильма «Елена Летучая. Без мусора в голове».
В октябре 2018 года официально стала новым лицом СТС и объявила о старте съёмок двух проектов для телеканала.
6 ноября 2018 года Летучая запустила новое шоу в интернете «Летучий надзор. Без цензуры». 5 марта 2019 года вышел второй сезон проекта. 16 марта 2020 года на телеканале «Че!» состоялась премьера телевизионной версии шоу «Летучий Надзор».
В ноябре 2019 года вышла книга «Путь к мечте» детского проекта Елены Летучей «Волшебник Лексикон», где она выступила соавтором, продюсером и издателем.
В 2020 году стала ведущей передачи «Детки предки» на канале «СТС», где вышло 2 сезона, в которых входило всего 22 выпуска.
С августа 2021 года — художественный руководитель Высшей школы телевидения «Останкино», мастер курса.

### Коллекция одежды
В начале апреля 2018 года Елена Летучая представила свою капсульную коллекцию одежды совместно с дизайнером Ольгой Якубович. Для своей дебютной коллекции Летучая выбрала белый цвет.
В ноябре 2019 года коллекция Елены Летучей и её «Летучего магазина» закрыла Московскую неделю моды. Поддерживает партию «Новые люди».

## Личная жизнь
Муж Юрий Геннадьевич Анашенков (род. 25 апреля 1976) — предприниматель и адвокат, увлекается хоккеем, 14 февраля 2016 года Летучая объявила о помолвке. До этого они встречались полтора года, когда Анашенков сожительствовал с Асмик Вайе Рейтор. У Юрия 2 детей от предыдущих 2 браков. В августе 2016 года на греческом острове Санторини состоялась свадьба.

## Фильмография

### Роли в кино
В 2016 году снялась в камео в эпизоде фильма «Пятница!».
В 2017 году сыграла саму себя в российский адаптации американского ситкома «Две девицы на мели». В итоге, сцены с участием Елены пришлось вырезать из сериала по правовым причинам.
В ноябре 2019 года сыграла камео в сериале «Ивановы-Ивановы» на телеканале СТС.

### Дублирование
27 октября 2016 года дублировала Джулию Стайлз (героиню по фильму Джейн) в фильме «Хуже, чем ложь».
В апреле 2017 года дублировала героиню Натали Дайджест в мультфильме «Тачки 3».

### Съёмки в рекламе
В 2014 году снялась в рекламном ролике компании «Oral-B». В 2015 году стала лицом рекламной кампании «Dettol» («Миссия здоровья»), «Nutribullet», «Faberlic», препарата «Амиксин». В 2016 году стала лицом рекламной кампании «Эльдорадо» («Улетная утилизация»), препарата «Солкосерил».
В 2017 году снова стала лицом линии косметики для дома серии «Дом Faberlic».
В 2017 году участвовала в съёмках рекламы антибактериального ополаскивателя для полости рта Listerine.
Является лицом лукбука бренда чёрных платьев YAKUBoWITCH.

## Хобби
В свободное время рисует, занимается сёрфингом, йогой, верховой ездой и бегом, а также катается на роликовых коньках и на горных лыжах.
Имеет 3 татуировки: надпись Love на среднем пальце левой руки, 2 птички на левом запястье, летящую стрелу на правом запястье.

## Общественная деятельность
Является филантропом, активно помогает различным приютам для собак и кошек, несколько раз проводила благотворительную распродажу своего личного гардероба, средства от продажи которого в полном объёме пошли на помощь животным в приют Печатники.
В июне 2017 года стала почётным волонтером всероссийского экомарафона En+ Group «360 минут», прошедшего в дендрологическом парке «Южные культуры» Адлерского района Сочи. В сентябре 2017 года снова приняла участие в экомарафоне En+ Group «360 минут», проходившем на Байкале. В ходе ключевой акции по уборке озера, которая состоялась 9 сентября, Елена вместе с 17 тысячами волонтёрами собрали более 36 тысяч мешков мусора за 6 часов.
В октябре 2017 года приняла участие в благотворительном Instagram-флешмобе #MondoroDrClown. Акцию организовали винный дом Mondoro и фонд «Доктор Клоун» с целью собрать 1,5 миллиона рублей для нуждающихся.
В марте 2018 года приняла участие в благотворительном фестивале в поддержку бездомных животных WOOF.
30 июня 2018 года приняла участие в Ежегодном благотворительном приёме в Зимнем дворце при поддержке ДЛТ, пожертвования которого направляются в фонд развития Государственного Эрмитажа.
В 2020 и 2021 годах принимала участия в съездах партии «Новые люди». На выборах в Государственную думу (2021) совместно с партией «Новые люди» проводила поездки по борьбе с мусорными свалками. Возглавив в партии «Гражданский экологический надзор».
Снималась в агитационных роликах за принятие поправок в Конституцию

## Награды и победы в рейтингах

### Награды
| Дата            | Название | Победа в номинации                                                            |
| --------------- | --- | ----------------------------------------------------------------------------- |
| Июль 2014       | Общество защиты прав потребителей                                                                                  | Проект «Знак качества»                                                        |
| 21 ноября 2014  | Hotel Business Forum 2014                                                                                          | Благодарность                                                                 |
| 15 января 2015  | Премия «Общественное признание», учреждённая фондом Анатолия Лисицына                                              | Наши на федеральном уровне                                                    |
| 10 июля 2015    | Премия «Права потребителей и качество обслуживания». Елене вручили награду как представителю телеканала «Пятница!» | СМИ для потребителей                                                          |
| 10 ноября 2015  | Премия «Женщина года» Glamour                                                                                      | Телеведущая года (номинация)                                                  |
| 26 мая 2016     | Премия журнала MODA topical «Topical Style Awards»                                                                 | Самая стильная ведущая                                                        |
| 31 мая 2016     | Торжественная Церемония вручения Премий и стипендий Ректора МИТРО Александра Филиппова                             | В ритме МИТРО                                                                 |
| 06 июня 2016    | Премия Fashion People Awards 2016                                                                                  | Fashion — ведущая                                                             |
| 22 июня 2016    | Премия Fashion Summer Awards 2016                                                                                  | Самая стильная телеведущая                                                    |
| 28 июня 2016    | ТЭФИ за программу «Ревизорро»                                                                                      | «Журналистское расследование»                                                 |
| 28 июня 2016    | ТЭФИ за программу «Ревизорро-Шоу»                                                                                  | «Вечернее ток-шоу»                                                            |
| 4 августа 2016  | Премия «Unique Pleasure Awards»                                                                                    | «Телеведущая года» и «Икона стиля»                                            |
| 26 октября 2016 | Премия «Moda Topical»                                                                                              | «Продюсер года»                                                               |
| 17 ноября 2016  | Премия журнала ОК!                                                                                                 | «Новые лица — ТВ»                                                             |
| 25 ноября 2016  | Премия «Светский Журналист Года»                                                                                   | «Телеведущая года»                                                            |
| 9 декабря 2016  | Премия журнала Glamour «Женщина года» 2016                                                                         | «Телезвезда года»                                                             |
| 28 февраля 2017 | Премия журнала Moda Topical «Пара года 2017»                                                                       | «На гребне волны»                                                             |
| 17 апреля 2017  | Премия «HELLO!» «Самые стильные в России-2017»                                                                     | «Бренд года»                                                                  |
| 24 мая 2017     | Премия Topical Style Awards 2017 «Стиль года»                                                                      | «Эталон Стиля»                                                                |
| 3 октября 2017  | ТЭФИ за программу «Ревизорро. Москва»                                                                              | «Журналистское расследование» (номинант)                                      |
| 3 октября 2017  | ТЭФИ за промо «Ревизорро. Московский сезон. Бородино»                                                              | «Эфирный/неэфирный промоушн телепрограмм» (номинант)                          |
| 26 октября 2017 | Премия журнала Moda Topical «Прорыв года»                                                                          | «Телеведущая года»                                                            |
| 10 декабря 2017 | Премия журнала The Hollywood reporter Russia                                                                       | «Телеперсона года»                                                            |
| 27 февраля 2018 | Премия журнала Moda Topical                                                                                        | «Пара Года BEST» (вместе с супругом Юрием Анашенковым)                        |
| 18 апреля 2018  | Премия Popcake.tv                                                                                                  | «Самая сладкая телеведущая»                                                   |
| 29 июня 2018    | Премия журнала FB                                                                                                  | «Самая стильная телеведущая»                                                  |
| 27 февраля 2019 | Премия журнала Moda Topical «Пара года 2019»                                                                       | «Красивая пара» (вместе с супругом Юрием Анашенковым)                         |
| 25 марта 2019   | Премия «Glamour Influencers Awards»                                                                                | #glam_ликбез (номинация за программу «Летучий надзор»)                        |
| Ноябрь 2019     | Премия журнала Moda Topical                                                                                        | «За самое острое журналистское расследование» (за программу «Летучий Надзор») |

### Рейтинги
| Дата            | Название                                                                 | Победа в номинации                                   |
| --------------- | ------------------------------------------------------------------------ | ---------------------------------------------------- |
| Июль 2015       | FHM: 100 самых сексуальных девушек планеты 2015                          | 66 место                                             |
| 27 июля 2015    | StarHit: 20 новых секс-символов                                          | 8 место                                              |
| 19 октября 2015 | Woman.ru: Самые красивые российские женщины                              | Самая красивая телеведущая                           |
| 13 ноября 2015  | MAXIM: 100 самых сексуальных женщин страны 2015                          | 88 место                                             |
| Март 2016       | ТОП-15 самых цитируемых журналистов за март 2016 года                    | 11 место                                             |
| 29 апреля 2016  | Woman.ru: Рейтинг звёзд с самыми спортивными телами                      |                                                      |
| Апрель 2016     | ТОП-15 самых цитируемых журналистов за апрель 2016 года                  | 15 место                                             |
| 26 мая 2016     | 20 самых красивых женщин России: исследование журнала «Русский репортёр» | 11 место                                             |
| 29 мая 2016     | Spletnik.ru: Образ недели: 22.05-29.05                                   | 2 место                                              |
| 5 июня 2016     | Spletnik.ru: Образ недели: 30.05.- 05.06                                 | 1 место                                              |
| 11 июня 2016    | Peopletalk.ru: 11 лучших образов с «Премии МУЗ-ТВ 2016»                  |                                                      |
| 4 ноября 2016   | Рейтинг «АиФ»: самые стильные телеведущие                                | 7 место                                              |
| 11 ноября 2016  | Рейтинг «MAXIM»: 100 сексуальных женщин России 2016                      | 80 место                                             |
| 27 декабря 2016 | Love Radio Awards 2016: CELEBRITIES                                      | «Свадьба года» (вместе с супругом Юрием Анашенковым) |
| 31 декабря 2016 | Рейтинг журнала FRM 2016                                                 | «Самая рейтинговая ведущая года»                     |
| Конец 2016      | Рейтинг журнала #TOP_100: Самые глянцевые люди России                    | 34 место                                             |
| 9 января 2017   | Премия сайта Леди Mail.Ru «Лучший блогер года»                           | 5 место                                              |
| 10 февраля 2017 | Woman.ru: Самые красивые звёздные пары России                            | ТОП-15 (вместе с супругом Юрием Анашенковым)         |
| Ноябрь 2017     | Рейтинг «MAXIM»: 100 сексуальных женщин России 2017                      | 91 место                                             |